# Biriusinsk
Biriusinsk – miasto w Rosji, w obwodzie irkuckim. W 2010 roku liczyło 8981 mieszkańców. Leży nad rzeką Biriusą.